# U.S. National Indoor Championships
U.S. National Indoor Championships — колишній міжнародний щорічний професійний тенісний турнір. Заснований 1898 року, відбувався найчастіше у лютому,  в останні роки в Racquet Club у Мемфісі, США. Значну частину понад 100-річної історії був комбінованим чоловічим і жіночим турніром, востаннє 16-24 лютого 2013 року. 2014 року WTA замінила турнір на Rio Open в Ріо-де-Жанейро, Бразилія. Чоловічий турнір тоді ж втратив статус ATP 500, який також перейшов до Ріо-де-Жанейро, але продовжувався як Memphis Open у категорії ATP 250.
Турнір, за назвами спонсорів був відомий під кількома назвами: Memphis Open,  Regions Morgan Keegan Championships, Kroger St. Jude Championship, Volvo Championships. 

## Усі фінали

### Чоловіки, одиночний розряд
| Місце         | Рік              | Чемпіон                             | Фіналіст                            | Рахунок                             |                                     |
| ------------- | ---------------- | ----------------------------------- | ----------------------------------- | ----------------------------------- | ----------------------------------- |
| Newton Center | 1898             | Лео Вер                             | Голкомб Ворд                        | 7–5, 7–5, 6–1                       |                                     |
| Newton Center | 1899             | Не проводився                       | Не проводився                       | Не проводився                       | Не проводився                       |
| Нью-Йорк      | 1900             | John A. Allen                       | Calhoun Cragin                      | 6–1, 1–6, 6–4, 6–3                  |                                     |
| Нью-Йорк      | 1901             | Голкомб Ворд                        | Calhoun Cragin                      | 11–9, 6–2, 6–3                      |                                     |
| Нью-Йорк      | 1902             | Джагіл Пармлі Парет                 | Вайлі Ґрант                         | 4–6, 9–7, 1–6, 8–6, 6–4             |                                     |
| Нью-Йорк      | 1903             | Вайлі Ґрант                         | Calhoun Cragin                      | 6–3, 6–4, 6–1                       |                                     |
| Нью-Йорк      | 1904             | Вайлі Ґрант                         | C. Carleton Kelly                   | 8–6, 6–3, 5–7, 6–8, 7–5             |                                     |
| Нью-Йорк      | 1905             | Едвард Дьюгерст                     | Вайлі Ґрант                         | 6–3, 8–6, 6–4                       |                                     |
| Нью-Йорк      | 1906             | Вайлі Ґрант                         | Едвін П. Фішер                      | 6–4, 6–2, 8–6                       |                                     |
| Нью-Йорк      | 1907             | Теодор Пелл                         | Вайлі Ґрант                         | 3–6, 6–3, 6–2, 1–6, 6–0             |                                     |
| Нью-Йорк      | 1908             | Вайлі Ґрант                         | Густав Ф. Тушар                     | 6–4, 3–6, 6–2, 6–4                  |                                     |
| Нью-Йорк      | 1909             | Теодор Пелл                         | George C Shafer                     | 6–3, 6–3, 6–4                       |                                     |
| Нью-Йорк      | 1910             | Густав Ф. Тушар                     | Рубен Е. Голден 3-й                 | 6–1, 3–6, 7–9, 6–1, 6–4             |                                     |
| Нью-Йорк      | 1911             | Теодор Пелл                         | Вільям Краджин                      | 6–2, 6–3, 6–4                       |                                     |
| Нью-Йорк      | 1912             | Вайлі Ґрант                         | Вільям Краджин                      | 6–1, 6–3, 6–3JR.                    |                                     |
| Нью-Йорк      | 1913             | Густав Ф. Тушар                     | George C Shafer                     | 6–4, 3–6, 6–3, 6–4                  |                                     |
| Нью-Йорк      | 1914             | Густав Ф. Тушар                     | Dr. William Rosenbaum               | 6–2, 6–2, 4–6, 6–2                  |                                     |
| Нью-Йорк      | 1915             | Густав Ф. Тушар                     | Arthur M. Lovibond                  | 6–3, 6–2, 3–6, 6–2                  |                                     |
| Нью-Йорк      | 1916             | Роберт Ліндлі Маррей                | Aldrick Man                         | 6–2, 6–2, 7–5                       |                                     |
| Нью-Йорк      | 1917             | С. Говард Вошелл                    | Clifton Herd                        | 7–5, 6–3, 6–3                       |                                     |
| Нью-Йорк      | 1918             | С. Говард Вошелл                    | Фред Александер                     | 7–5, 6–2, 8–6                       |                                     |
| Нью-Йорк      | 1919             | Вінсент Річардс                     | Білл Тілден                         | 3–6, 8–6, 6–8, 6–1, 6–4             |                                     |
| Нью-Йорк      | 1920             | Білл Тілден                         | Вінсент Річардс                     | 10–8, 6–3, 6–1                      |                                     |
| Нью-Йорк      | 1921             | Frank Anderson                      | Fred Anderson                       | 6–2, 6–1, 6–3                       |                                     |
| Нью-Йорк      | 1922             | Френсіс Гантер                      | Frank Anderson                      | 6–4, 1–6, 7–5, 6–2                  |                                     |
| Нью-Йорк      | 1923             | Вінсент Річардс                     | Френсіс Гантер                      | 6–1, 6–3, 7–5                       |                                     |
| Нью-Йорк      | 1924             | Вінсент Річардс                     | Френсіс Гантер                      | 8–6, 6–2, 3–6, 6–3                  |                                     |
| Нью-Йорк      | 1925             | Жан Боротра                         | Fred Anderson                       | 3–6, 6–3, 6–4, 6–0                  |                                     |
| Нью-Йорк      | 1926             | Рене Лакост                         | Жан Боротра                         | 15–13, 6–3, 2–6, 6–2                |                                     |
| Нью-Йорк      | 1927             | Жан Боротра                         | Жак Брюньйон                        | 6–2, 6–4, 6–3                       |                                     |
| Нью-Йорк      | 1928             | William Aydelotte                   | Джуліус Селіґсон                    | 2–6, 6–1, 3–6, 6–4, 6–2             |                                     |
| Нью-Йорк      | 1929             | Жан Боротра                         | Френсіс Гантер                      | 6–4, 6–0, 4–6, 8–6                  |                                     |
| Нью-Йорк      | 1930             | Френсіс Гантер                      | Джуліус Селіґсон                    | 6–3, 6–2, 6–2                       |                                     |
| Нью-Йорк      | 1931             | Жан Боротра                         | Берклі Белл                         | 6–1, 3–6, 6–4, 3–6, 6–4             |                                     |
| Нью-Йорк      | 1932             | Ґреґорі Менґін                      | Френк Шилдс                         | 10–8, 2–6, 6–4, 6–3                 |                                     |
| Нью-Йорк      | 1933             | Ґреґорі Менґін                      | Кліфф Саттер                        | 6–1, 6–3, 2–6, 3–6, 6–2             |                                     |
| Нью-Йорк      | 1934             | Лестер Стоуфен                      | Ґреґорі Менґін                      | 6–1, 8–6, 6–4                       |                                     |
| Нью-Йорк      | 1935             | Ґреґорі Менґін                      | Берклі Белл                         | 8–6, 7–5, 2–6, 0–6, 6–2             |                                     |
| Нью-Йорк      | 1936             | Ґреґорі Менґін                      | Leonard Hartman                     | 6–1, 6–3, 4–6, 6–3                  |                                     |
| Нью-Йорк      | 1937             | Френк Паркер                        | Френк Боуден                        | 6–4, 6–4, 1–6, 4–6, 6–1             |                                     |
| Нью-Йорк      | 1938             | Дон Макніл                          | Френк Боуден                        | 9–7, 3–6, 6–4, 7–5                  |                                     |
| Нью-Йорк      | 1939             | Вейн Сейбін                         | Френк Боуден                        | 6–3, 5–7, 6–3, 6–1                  |                                     |
| Нью-Йорк      | 1940             | Боббі Ріґґс                         | Дон Макніл                          | 3–6, 6–1, 6–4, 2–6, 6–2             |                                     |
| Оклахома-Сіті | 1941             | Френк Ковач                         | Вейн Сейбін                         | 6–0, 6–4, 6–2                       |                                     |
| Оклахома-Сіті | 1942 – 1945      | Не проводився (Друга світова війна) | Не проводився (Друга світова війна) | Не проводився (Друга світова війна) | Не проводився (Друга світова війна) |
| Нью-Йорк      | 1946             | Панчо Сегура                        | Дон Макніл                          | 1–6, 6–3, 6–4, 7–5                  |                                     |
| Нью-Йорк      | 1947             | Джек Креймер                        | Боб Фалкенбурґ                      | 6–1, 6–2, 6–2                       |                                     |
| Нью-Йорк      | 1948             | Білл Талберт                        | Сідні Шварц                         | 4–6, 8–6, 9–7, 6–2                  |                                     |
| Нью-Йорк      | 1949             | Панчо Гонсалес                      | Білл Талберт                        | 10–8, 6–0, 4–6, 9–7                 |                                     |
| Нью-Йорк      | 1950             | Дон Макніл                          | Фред Ковалескі                      | 11–9, 4–6, 6–2, 6–2                 |                                     |
| Нью-Йорк      | 1951             | Білл Талберт                        | Стрейт Кларк                        | 6–4, 6–8, 3–6, 6–2, 6–3             |                                     |
| Нью-Йорк      | 1952             | Дік Севітт                          | Білл Талберт                        | 6–4, 6–3, 6–4                       |                                     |
| Нью-Йорк      | 1953             | Арт Ларсен                          | Курт Нільсен                        | 5–7, 6–4, 6–3, 6–3                  |                                     |
| Нью-Йорк      | 1954             | Свен Давідсон                       | Курт Нільсен                        | 3–6, 6–1, 6–1, 6–4                  |                                     |
| Нью-Йорк      | 1955             | Тоні Траберт                        | Гем Річардсон                       | 11–13, 7–5, 9–7, 6–3                |                                     |
| Нью-Йорк      | 1956             | Ульф Шмідт                          | Свен Давідсон                       | 6–1, 6–3, 8–10, 6–3                 |                                     |
| Нью-Йорк      | 1957             | Курт Нільсен                        | Герберт Флам                        | 4–6, 6–1, 6–4, 6–4                  |                                     |
| Нью-Йорк      | 1958             | Дік Севітт                          | Бадж Петті                          | 6–1, 6–2, 3–6, 12–10                |                                     |
| Нью-Йорк      | 1959             | Алекс Олмедо                        | Дік Севітт                          | 7–9, 6–3, 4–6, 5–7, 12–10           |                                     |
| Нью-Йорк      | 1960             | Беррі Маккей                        | Дік Севітт                          | 6–2, 2–6, 10–12, 6–1, 6–4           |                                     |
| Нью-Йорк      | 1961             | Дік Севітт                          | Вітні Рід                           | 6–2, 11–9, 6–3                      |                                     |
| Нью-Йорк      | 1962             | Чак Маккінлі                        | Вітні Рід                           | 4–6, 6–3, 4–6, 9–7, 10–8            |                                     |
| Нью-Йорк      | 1963             | Денніс Ролстрон                     | Майк Сенгстер                       | 7–5, 4–6, 6–3, 10–8                 |                                     |
| Солсбері      | 1964             | Чак Маккінлі                        | Денніс Ролстрон                     | 15–13, 6–2, 6–8, 3–6, 6–3           |                                     |
| Солсбері      | 1965             | Ян-Ерік Лундквіст                   | Денніс Ролстрон                     | 4–6, 13–11, 6–4, 11–9               |                                     |
| Солсбері      | 1966             | Чарлі Пасарелл                      | Роналд Голмберґ                     | 12–10, 10–8, 8–6                    |                                     |
| Солсбері      | 1967             | Чарлі Пасарелл                      | Артур Еш                            | 13–11, 6–2, 2–6, 9–7                |                                     |
| Солсбері      | 1968             | Кліфф Річі                          | Кларк Гребнер                       | 6–4, 6–4, 6–4                       |                                     |
| Солсбері      | ↓ Відкрита Ера ↓ |                                     |                                     |                                     |                                     |
| Солсбері      | 1969             | Стен Сміт                           | Ісмаїл Ель-Шафей                    | 6–3, 6–8, 6–4, 6–4                  |                                     |
| Солсбері      | 1970             | Іліє Настасе                        | Кліфф Річі                          | 6–8, 3–6, 6–4, 9–7, 6–0             |                                     |
| Солсбері      | 1971             | Кларк Гребнер                       | Кліфф Річі                          | 2–6, 7–6, 1–6, 7–6, 6–0             |                                     |
| Солсбері      | 1972             | Стен Сміт                           | Іліє Настасе                        | 5–7, 6–2, 6–3, 6–4                  |                                     |
| Солсбері      | 1973             | Джиммі Коннорс                      | Карл Майлер                         | 3–6, 7–6, 7–6, 6–3                  |                                     |
| Солсбері      | 1974             | Джиммі Коннорс                      | Фрю Макміллан                       | 6–4, 7–5, 6–3                       |                                     |
| Солсбері      | 1975             | Джиммі Коннорс                      | Вітас Ґерулайтіс                    | 5–7, 7–5, 6–1, 3–6, 6–0             |                                     |
| Солсбері      | 1976             | Іліє Настасе                        | Джиммі Коннорс                      | 6–2, 6–3, 7–6(9–7)                  |                                     |
| Мемфіс        | 1977             | Б'єрн Борг                          | Браян Готтфрід                      | 6–4, 6–3, 4–6, 7–5                  |                                     |
| Мемфіс        | 1978             | Джиммі Коннорс                      | Тім Галліксон                       | 7–6, 6–3                            |                                     |
| Мемфіс        | 1979             | Джиммі Коннорс                      | Артур Еш                            | 6–4, 5–7, 6–3                       |                                     |
| Мемфіс        | 1980             | Джон Макінрой                       | Джиммі Коннорс                      | 7–6(8–6), 7–6(7–4)                  |                                     |
| Мемфіс        | 1981             | Джін Меєр                           | Роско Теннер                        | 6–2, 6–4                            |                                     |
| Мемфіс        | 1982             | Йохан Крік                          | Джон Макінрой                       | 6–3, 3–6, 6–4                       |                                     |
| Мемфіс        | 1983             | Джиммі Коннорс                      | Джін Меєр                           | 7–5, 6–0                            |                                     |
| Мемфіс        | 1984             | Джиммі Коннорс                      | Анрі Леконт                         | 6–3, 4–6, 7–5                       |                                     |
| Мемфіс        | 1985             | Стефан Едберг                       | Яннік Ноа                           | 6–1, 6–0                            |                                     |
| Мемфіс        | 1986             | Бред Гілберт                        | Стефан Едберг                       | 7–5, 7–6                            |                                     |
| Мемфіс        | 1987             | Стефан Едберг                       | Джиммі Коннорс                      | 6–3, 2–1 (retired)                  |                                     |
| Мемфіс        | 1988             | Андре Агассі                        | Мікаель Пернфорс                    | 6–4, 6–4, 7–5                       |                                     |
| Мемфіс        | 1989             | Бред Гілберт                        | Йохан Крік                          | 6–2, 6–2 (retired)                  |                                     |
| Мемфіс        | 1990             | Міхаель Штіх                        | Веллі Месур                         | 6–7, 6–4, 7–6                       |                                     |
| Мемфіс        | 1991             | Іван Лендл                          | Міхаель Штіх                        | 7–5, 6–3                            |                                     |
| Мемфіс        | 1992             | Малівай Вашингтон                   | Вейн Феррейра                       | 6–3, 6–2                            |                                     |
| Мемфіс        | 1993             | Джим Кур'є                          | Тодд Мартін                         | 5–7, 7–6(7–4), 7–6(7–4)             |                                     |
| Мемфіс        | 1994             | Тодд Мартін                         | Бред Гілберт                        | 6–4, 7–5                            |                                     |
| Мемфіс        | 1995             | Тодд Мартін                         | Паул Гаргейс                        | 7–6(7–2), 6–4                       |                                     |
| Мемфіс        | 1996             | Піт Сампрас                         | Тодд Мартін                         | 6–4, 7–6(7–2)                       |                                     |
| Мемфіс        | 1997             | Майкл Чанг                          | Тодд Вудбрідж                       | 6–3, 6–4                            |                                     |
| Мемфіс        | 1998             | Марк Філіппуссіс                    | Майкл Чанг                          | 6–3, 6–2                            |                                     |
| Мемфіс        | 1999             | Томмі Гаас                          | Джим Кур'є                          | 6–4, 6–1                            |                                     |
| Мемфіс        | 2000             | Магнус Ларссон                      | Байрон Блек                         | 6–2, 1–6, 6–3                       |                                     |
| Мемфіс        | 2001             | Марк Філіппуссіс                    | Давіде Сангінетті                   | 6–3, 6–7(5–7), 6–3                  |                                     |
| Мемфіс        | 2002             | Енді Роддік                         | Джеймс Блейк                        | 6–4, 3–6, 7–5                       |                                     |
| Мемфіс        | 2003             | Тейлор Дент                         | Енді Роддік                         | 6–1, 6–4                            |                                     |
| Мемфіс        | 2004             | Йоахім Йоханссон                    | Ніколас Кіфер                       | 7–6(7–5), 6–3                       |                                     |
| Мемфіс        | 2005             | Кеннет Карлсен                      | Максим Мирний                       | 7–5, 7–5                            |                                     |
| Мемфіс        | 2006             | Томмі Гаас                          | Робін Содерлінг                     | 6–3, 6–2                            |                                     |
| Мемфіс        | 2007             | Томмі Гаас                          | Енді Роддік                         | 6–3, 6–2                            |                                     |
| Мемфіс        | 2008             | Стів Дарсі                          | Робін Содерлінг                     | 6–3, 7–6(7–5)                       |                                     |
| Мемфіс        | 2009             | Енді Роддік                         | Радек Штепанек                      | 7–5, 7–5                            |                                     |
| Мемфіс        | 2010             | Сем Кверрі                          | Джон Ізнер                          | 6–7(3–7), 7–6(7–5), 6–3             |                                     |
| Мемфіс        | 2011             | Енді Роддік                         | Милош Раонич                        | 7–6(9–7), 6–7(11–13), 7–5           |                                     |
| Мемфіс        | 2012             | Юрген Мельцер                       | Милош Раонич                        | 7–5, 7–6(7–4)                       |                                     |
| Мемфіс        | 2013             | Нісікорі Кей                        | Фелісіано Лопес                     | 6–2, 6–3                            |                                     |
| Мемфіс        | 2014             | Нісікорі Кей                        | Іво Карлович                        | 6–4, 7–6(7–0)                       |                                     |
| Мемфіс        | 2015             | див. Memphis Open                   | див. Memphis Open                   | див. Memphis Open                   |                                     |

### Чоловіки, парний розряд
| Місце    | Рік  | Чемпіони                            | Фіналісти                           | Рахунок               |
| -------- | ---- | ----------------------------------- | ----------------------------------- | --------------------- |
| Солсбері | 1971 | Хуан Хісберт стар. Мануель Орантес  | Кларк Гребнер Томас Кош             | 7–6, 6–2              |
| Солсбері | 1972 | Андрес Хімено Мануель Орантес       | Хуан Хісберт стар. Владімір Зеднік  | 4–6, 6–3, 6–4         |
| Солсбері | 1973 | Юрген Фассбендер Хуан Хісберт стар. | Кларк Гребнер Іліє Настасе          | 2–6, 6–4, 6–3         |
| Солсбері | 1974 | Джиммі Коннорс Фрю Макміллан        | Байрон Бертрам Ендрю Паттісон       | 7–5, 6–2              |
| Солсбері | 1975 | Джиммі Коннорс Іліє Настасе         | Ян Кодеш Роджер Тейлор              | 4–6, 6–3, 6–3         |
| Солсбері | 1976 | Фред Макнеер Шервуд Стюарт          | Стів Крулевітс Трей Волткі          | 6–3, 6–2              |
| Мемфіс   | 1977 | Фред Макнеер Шервуд Стюарт          | Боб Лутц Стен Сміт                  | 4–6, 7–6, 7–6         |
| Мемфіс   | 1978 | Браян Готтфрід Рауль Рамірес        | Філ Дент Джон Ньюкомб               | 3–6, 7–6, 6–2         |
| Мемфіс   | 1979 | Том Оккер Войцех Фібак              | Фрю Макміллан Дік Стоктон           | 6–4, 6–4              |
| Мемфіс   | 1980 | Джон Макінрой Браян Готтфрід        | Род Фролі Томаш Шмід                | 6–3, 6–7, 7–6         |
| Мемфіс   | 1981 | Джін Меєр Сенді Меєр                | Майк Кейгілл Том Галліксон          | 7–6, 6–7, 7–6         |
| Мемфіс   | 1982 | Кевін Каррен Стів Дентон            | Джон Макінрой Пітер Флемінг         | 7–6, 4–6, 6–2         |
| Мемфіс   | 1983 | Пітер Макнамара Пол Макнамі         | Тім Галліксон Том Галліксон         | 6–3, 5–7, 6–4         |
| Мемфіс   | 1984 | Фріц Бунінг Пітер Флемінг           | Гайнц Ґюнтгардт Томаш Шмід          | 6–3, 6–0              |
| Мемфіс   | 1985 | Павел Сложил Томаш Шмід             | Кевін Каррен Стів Дентон            | 1–6, 6–3, 6–4         |
| Мемфіс   | 1986 | Кен Флек Роберт Сегусо              | Гі Форже Андерс Яррід               | 6–4, 4–6, 7–6         |
| Мемфіс   | 1987 | Андерс Яррід Юнас Свенссон          | Серхіо Касаль Еміліо Санчес Вікаріо | 6–4, 6–2              |
| Мемфіс   | 1988 | Кевін Каррен Девід Пейт             | Петер Лундгрен Мікаель Пернфорс     | 6–2, 6–2              |
| Мемфіс   | 1989 | Пол Еннекон Хрісто ван Ренсбург     | Скотт Девіс Тім Вілкінсон           | 7–6, 6–7, 6–1         |
| Мемфіс   | 1990 | Даррен Кейгілл Марк Кратцманн       | Удо Ріглевскі Міхаель Штіх          | 7–5, 6–2              |
| Мемфіс   | 1991 | Міхаель Штіх Удо Ріглевскі          | Джон Фіцджеральд Лорі Вордер        | 7–5, 6–3              |
| Мемфіс   | 1992 | Тодд Вудбрідж Марк Вудфорд          | Кевін Каррен Гері Мюллер            | 7–6, 6–1              |
| Мемфіс   | 1993 | Тодд Вудбрідж Марк Вудфорд          | Якко Елтінг Паул Гаргейс            | 7–5, 4–6, 7–6         |
| Мемфіс   | 1994 | Байрон Блек Джонатан Старк          | Джим Грабб Джаред Палмер            | 7–6, 6–4              |
| Мемфіс   | 1995 | Джаред Палмер Річі Ренеберг         | Томмі Го Бретт Стівен               | 4–6, 7–6, 6–1         |
| Мемфіс   | 1996 | Марк Ноулз (тенісист) Деніел Нестор | Тодд Вудбрідж Марк Вудфорд          | 6–4, 7–5              |
| Мемфіс   | 1997 | Елліс Феррейра Патрік Гелбрайт      | Рік Ліч Джонатан Старк              | 6–3, 3–6, 6–1         |
| Мемфіс   | 1998 | Тодд Вудбрідж Марк Вудфорд          | Елліс Феррейра Давід Родіті         | 6–3, 6–4              |
| Мемфіс   | 1999 | Тодд Вудбрідж Марк Вудфорд          | Себастьян Ларо Алекс О'Браєн        | 6–3, 6–4              |
| Мемфіс   | 2000 | Джастін Гімелстоб Себастьян Ларо    | Джим Грабб Річі Ренеберг            | 6–2, 6–4              |
| Мемфіс   | 2001 | Боб Браян Майк Браян                | Алекс О'Браєн Джонатан Старк        | 6–3, 7–6              |
| Мемфіс   | 2002 | Браян Макфі Ненад Зімоньїч          | Боб Браян Майк Браян                | 6–3, 3–6, [10–4]      |
| Мемфіс   | 2003 | Марк Ноулз (тенісист) Деніел Нестор | Боб Браян Майк Браян                | 6–2, 7–6              |
| Мемфіс   | 2004 | Боб Браян Майк Браян                | Джефф Кутзе Кріс Гаггард            | 6–3, 6–4              |
| Мемфіс   | 2005 | Сімон Аспелін Тодд Перрі            | Боб Браян Майк Браян                | 6–4, 6–4              |
| Мемфіс   | 2006 | Іво Карлович Кріс Гаггард           | Джеймс Блейк Марді Фіш              | 0–6, 7–5, [10–5]      |
| Мемфіс   | 2007 | Ерік Буторак Джеймі Маррей          | Юліан Ноул Юрген Мельцер            | 7–5, 6–3              |
| Мемфіс   | 2008 | Магеш Бгупаті Марк Ноулз (тенісист) | Санчай Ратіватана Сончат Ратіватана | 7–6(7–5), 6–2         |
| Мемфіс   | 2009 | Марді Фіш Марк Ноулз (тенісист)     | Тревіс Перротт Філіп Полашек        | 7–6(9–7), 6–1         |
| Мемфіс   | 2010 | Джон Ізнер Сем Кверрі               | Росс Гатчінс Джордан Керр           | 6–4, 6–4              |
| Мемфіс   | 2011 | Максим Мирний Деніел Нестор         | Ерік Буторак Жан-Жульєн Роєр        | 6–2, 6–7(6–8), [10–3] |
| Мемфіс   | 2012 | Максим Мирний Деніел Нестор         | Іван Додіг Марсело Мело             | 4–6, 7–5, [10–7]      |
| Мемфіс   | 2013 | Боб Браян Майк Браян                | Джеймс Блейк Джек Сок               | 6–1, 6–2              |
| Мемфіс   | 2014 | Ерік Буторак Равен Класен           | Боб Браян Майк Браян                | 6–4, 6–4              |
| Мемфіс   | 2015 | see Memphis Open                    | see Memphis Open                    | see Memphis Open      |

### Жінки, одиночний розряд
| Місце         | Рік  | Чемпіонка                | Фіналістка            | Рахунок             |
| ------------- | ---- | ------------------------ | --------------------- | ------------------- |
| Оклахома-Сіті | 1986 | Марселла Мескер          | Лорі Макніл           | 6–4, 4–6, 6–3       |
| Оклахома-Сіті | 1987 | Елізабет Смайлі          | Лорі Макніл           | 4–6, 6–3, 7–5       |
| Оклахома-Сіті | 1988 | Лорі Макніл              | Бренда Шульц-Маккарті | 6–3, 6–2            |
| Оклахома-Сіті | 1989 | Манон Боллеграф          | Лейла Месхі           | 6–4, 6–4            |
| Оклахома-Сіті | 1990 | Емі Фрейзер              | Манон Боллеграф       | 6–4, 6–2            |
| Оклахома-Сіті | 1991 | Яна Новотна              | Енн Сміт              | 3–6, 6–3, 6–2       |
| Оклахома-Сіті | 1992 | Зіна Гаррісон            | Лорі Макніл           | 7–5, 3–6, 7–6       |
| Оклахома-Сіті | 1993 | Зіна Гаррісон (2)        | Патті Фендік          | 6–2, 6–2            |
| Оклахома-Сіті | 1994 | Мередіт Макґрат          | Бренда Шульц-Маккарті | 7–6(8–6), 7–6(7–4)  |
| Оклахома-Сіті | 1995 | Бренда Шульц-Маккарті    | Олена Лиховцева       | 6–1, 6–2            |
| Оклахома-Сіті | 1996 | Бренда Шульц-Маккарті(2) | Аманда Кетцер         | 6–3, 6–2            |
| Оклахома-Сіті | 1997 | Ліндсі Девенпорт         | Ліза Реймонд          | 6–4, 6–2            |
| Оклахома-Сіті | 1998 | Вінус Вільямс            | Йоаннетта Крюгер      | 6–3, 6–2            |
| Оклахома-Сіті | 1999 | Вінус Вільямс (2)        | Аманда Кетцер         | 6–3, 6–0            |
| Оклахома-Сіті | 2000 | Моніка Селеш             | Наталі Деші           | 6–1, 7–6(7–3)       |
| Оклахома-Сіті | 2001 | Моніка Селеш (2)         | Дженніфер Капріаті    | 6–3, 5–7, 6–2       |
| Мемфіс        | 2002 | Ліза Реймонд             | Александра Стівенсон  | 4–6, 6–3, 7–6(11–9) |
| Мемфіс        | 2003 | Ліза Реймонд (2)         | Аманда Кетцер         | 6–3, 6–2            |
| Мемфіс        | 2004 | Віра Звонарьова          | Ліза Реймонд          | 4–6, 6–4, 7–5       |
| Мемфіс        | 2005 | Віра Звонарьова (2)      | Меган Шонессі         | 7–6(7–3), 6–2       |
| Мемфіс        | 2006 | Софія Арвідссон          | Марта Домаховська     | 6–2, 2–6, 6–3       |
| Мемфіс        | 2007 | Вінус Вільямс (3)        | Шахар Пеєр            | 6–1, 6–1            |
| Мемфіс        | 2008 | Ліндсі Девенпорт (2)     | Ольга Говорцова       | 6–2, 6–1            |
| Мемфіс        | 2009 | Вікторія Азаренко        | Каролін Возняцкі      | 6–1, 6–3            |
| Мемфіс        | 2010 | Марія Шарапова           | Софія Арвідссон       | 6–2, 6–1            |
| Мемфіс        | 2011 | Магдалена Рибарикова     | Ребекка Маріно        | 6–2, ret.           |
| Мемфіс        | 2012 | Софія Арвідссон (2)      | Марина Еракович       | 6–3, 6–4            |
| Мемфіс        | 2013 | Марина Еракович          | Сабіне Лісіцкі        | 6–1, ret.           |

### Жінки, парний розряд
| Місце         | Рік  | Чемпіонки                                   | Фіналістки                                | Рахунок            |
| ------------- | ---- | ------------------------------------------- | ----------------------------------------- | ------------------ |
| Оклахома-Сіті | 1986 | Марселла Мескер Паскаль Параді              | Лорі Макніл Катрін Сюїр                   | 2–6, 7–6(7–1), 6–1 |
| Оклахома-Сіті | 1987 | Світлана Пархоменко Лариса Савченко-Нейланд | Лорі Макніл Кім Сендс                     | 6–4, 6–4           |
| Оклахома-Сіті | 1988 | Яна Новотна Катрін Сюїр                     | Катаріна Ліндквіст Тіна Шоєр-Ларсен       | 6–4, 6–4           |
| Оклахома-Сіті | 1989 | Лорі Макніл Бетсі Нагелсен                  | Еліз Берджін Елізабет Смайлі              | W/O                |
| Оклахома-Сіті | 1990 | Мері-Лу Деніелс Венді Вайт                  | Манон Боллеграф Ліз Грегорі               | 7–5, 6–2           |
| Оклахома-Сіті | 1991 | Мередіт Макґрат Енн Сміт                    | Катріна Адамс Джилл Гетерінгтон           | 6–2, 6–4           |
| Оклахома-Сіті | 1992 | Лорі Макніл (2) Ніколь Брадтке              | Катріна Адамс Манон Боллеграф             | 3–6, 6–4, 7–6(8–6) |
| Оклахома-Сіті | 1993 | Патті Фендік Зіна Гаррісон                  | Катріна Адамс Манон Боллеграф             | 6–3, 6–2           |
| Оклахома-Сіті | 1994 | Патті Фендік (2) Мередіт Макґрат (2)        | Катріна Адамс Манон Боллеграф             | 7–6(7–3), 6–2      |
| Оклахома-Сіті | 1995 | Ніколь Арендт Лаура Голарса                 | Катріна Адамс Бренда Шульц-Маккарті       | 6–4, 6–3           |
| Оклахома-Сіті | 1996 | Чанда Рубін Бренда Шульц-Маккарті           | Катріна Адамс Деббі Грем                  | 6–4, 6–3           |
| Оклахома-Сіті | 1997 | Хіракі Ріка Міягі Нана                      | Маріанн Вердел Темі Вітлінгер             | 6–4, 6–1           |
| Оклахома-Сіті | 1998 | Серена Вільямс Вінус Вільямс                | Кетеліна Крістя Крістін Кунс              | 7–5, 6–2           |
| Оклахома-Сіті | 1999 | Ліза Реймонд Ренне Стаббс                   | Аманда Кетцер Джессіка Стек               | 6–3, 6–4           |
| Оклахома-Сіті | 2000 | Кімберлі По Коріна Мораріу                  | Тамарін Танасугарн Олена Татаркова        | 6–4, 4–6, 6–2      |
| Оклахома-Сіті | 2001 | Аманда Кетцер Лорі Макніл (3)               | Джанет Лі (тенісистка) Вінне Пракуся      | 6–3, 2–6, 6–0      |
| Мемфіс        | 2002 | Суґіяма Ай Олена Татаркова                  | Мелісса Міддлтон Брі Ріппнер              | 6–4, 2–6, 6–0      |
| Мемфіс        | 2003 | Морігамі Акіко Обата Саорі                  | Аліна Жидкова Бріанн Стюарт               | 6–1, 6–1           |
| Мемфіс        | 2004 | Оса Свенссон Мейлен Ту                      | Марія Шарапова Віра Звонарьова            | 6–4, 7–6(7–0)      |
| Мемфіс        | 2005 | Саекі Міхо Йосіда Юка                       | Лора Гренвілл Абігейл Спірс               | 6–3, 6–4           |
| Мемфіс        | 2006 | Ліза Реймонд (2) Саманта Стосур             | Вікторія Азаренко Каролін Возняцкі        | 7–6(7–2), 6–3      |
| Мемфіс        | 2007 | Ніколь Пратт Бріанн Стюарт                  | Ярміла Вулф Морігамі Акіко                | 7–5, 4–6, [10–5]   |
| Мемфіс        | 2008 | Ліндсі Девенпорт Ліза Реймонд (3)           | Анджела Гейнс Машона Вашінгтон            | 6–3, 6–1           |
| Мемфіс        | 2009 | Вікторія Азаренко Каролін Возняцкі          | Юліана Федак Міхаелла Крайчек             | 6–1, 7–6(7–2)      |
| Мемфіс        | 2010 | Ваня Кінг Міхаелла Крайчек                  | Бетані Маттек-Сендс Меган Шонессі         | 7–5, 6–2           |
| Мемфіс        | 2011 | Ольга Говорцова Алла Кудрявцева             | Андреа Сестіні Главачкова Луціє Градецька | 6–3, 4–6, [10–8]   |
| Мемфіс        | 2012 | Андреа Сестіні Главачкова Луціє Градецька   | Віра Душевіна Ольга Говорцова             | 6–3, 6–4           |
| Мемфіс        | 2013 | Галина Воскобоєва Крістіна Младенович       | Софія Арвідссон Юганна Ларссон            | 7–6(7–5), 6–3      |